# Tetris 3-D
Tetris 3-D je logická počítačová hra pro osmibitové počítače Atari. Hru naprogramoval v roce 1992 Jiří Bernášek (Bewesoft).
Tetris 3-D je variací na hru Tetris, která je zde převedena do třetího rozměru. Hra se tím stala složitější. Pravidla jsou podobná, hráčovým cílem je zaplnit patro kostičkami, a ta následně zmizí. Za zmizelé kostičky se hráčovi přičítají body. Po dosažení určitého skóre se přemístí do dalšího levelu, kde kostičky padají rychleji.